# Xhendremael
Xhendremael is een plaats en deelgemeente van de Belgische gemeente Ans.
Xhendremael ligt in de provincie Luik en was tot de fusie met Alleur  op 1 januari 1971 een zelfstandige gemeente. Op 1 januari 1977 werd het net als Alleur een deelgemeente van Ans.

## Demografische ontwikkeling
- Bronnen:NIS, Opm:1831 tot en met 1970=volkstellingen, 1976= inwoneraantal op 31 december

## Bezienswaardigheden
- Tumulus van Xhendremael
- Sint-Rochuskapel, opgericht in 1921 naar aanleiding van een epidemie van varkenspest
- Sint-Joriskerk
- Wegkruis van 1836, opgericht vanwege een dode ten gevolge van een ongeval
- Heksenkruis (croix des macrâles), op kruising Rue Hognoul en Rue Tasson, waar de heksen hun heksensabbat zouden hebben gehouden.

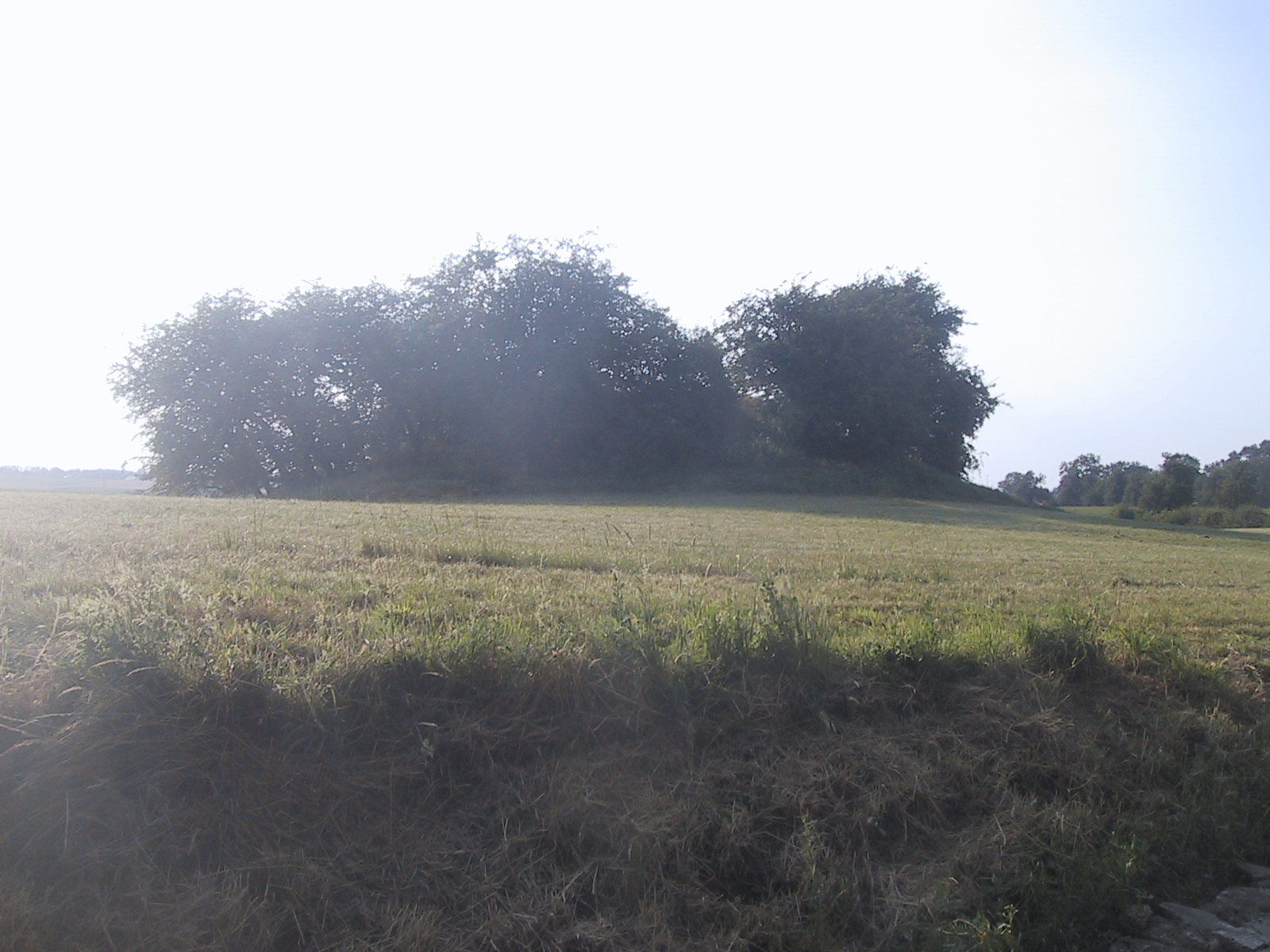
Tumulus van Xhendremael
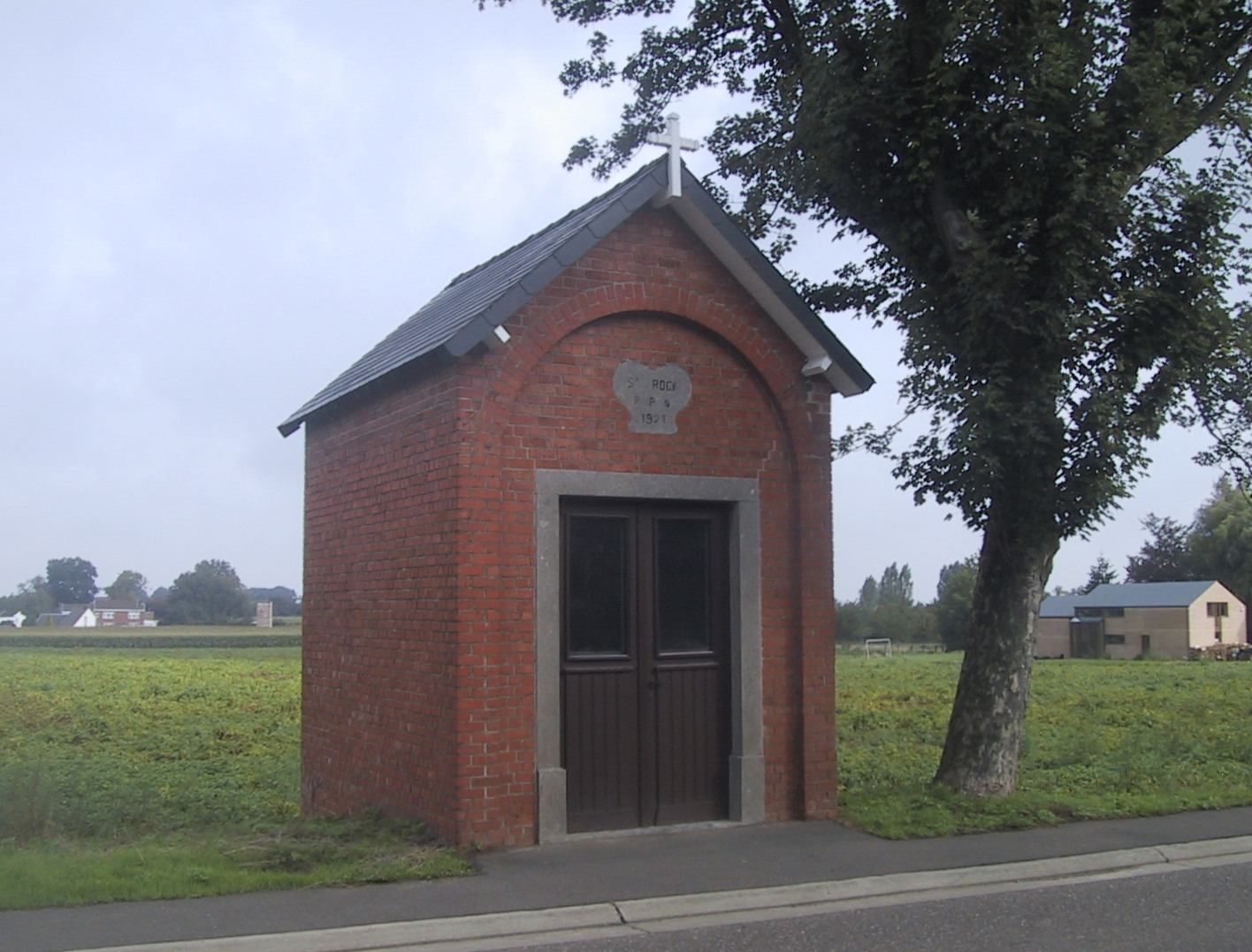
Sint-Rochuskapel
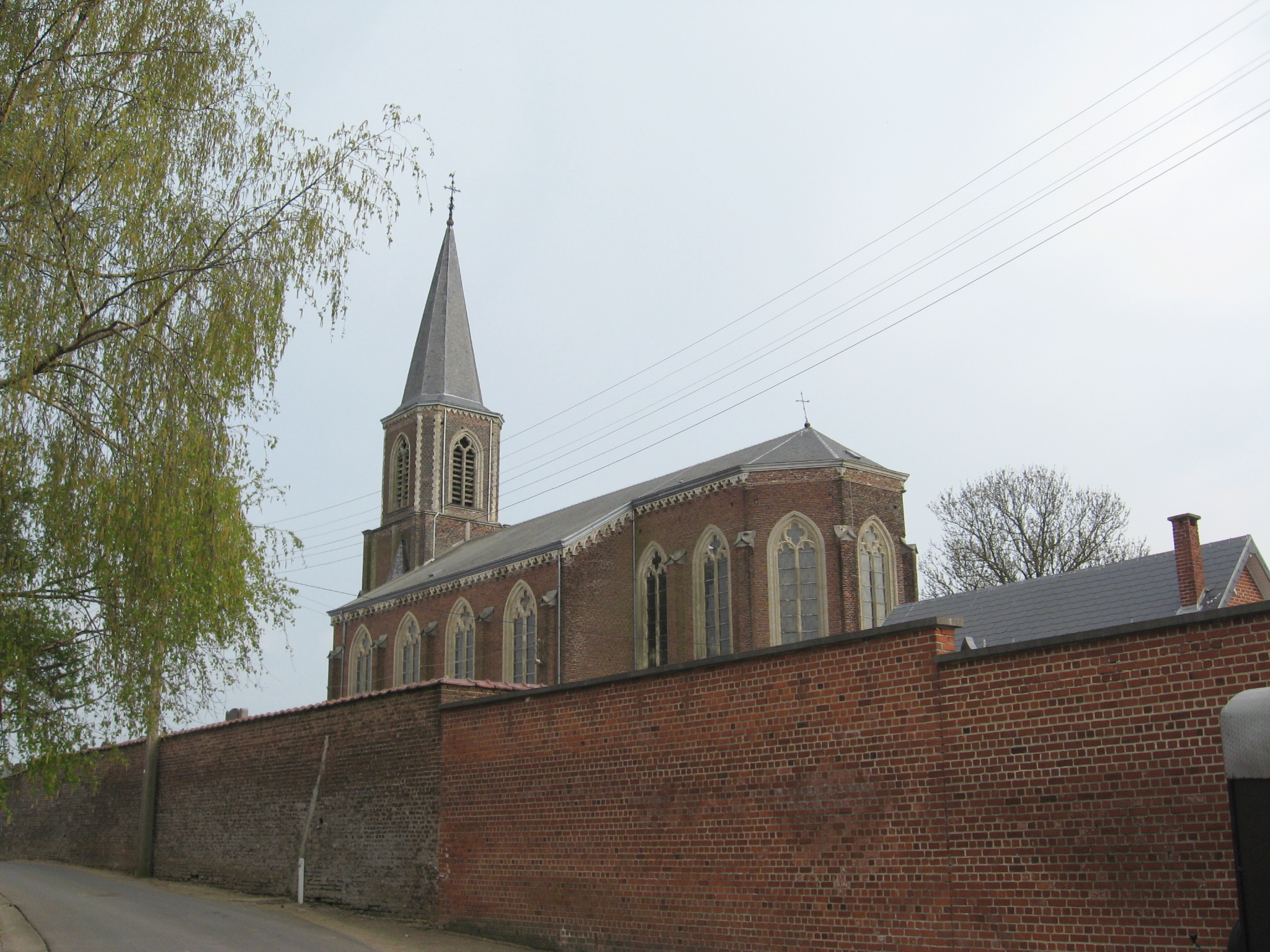
Kerk van Xhendremael
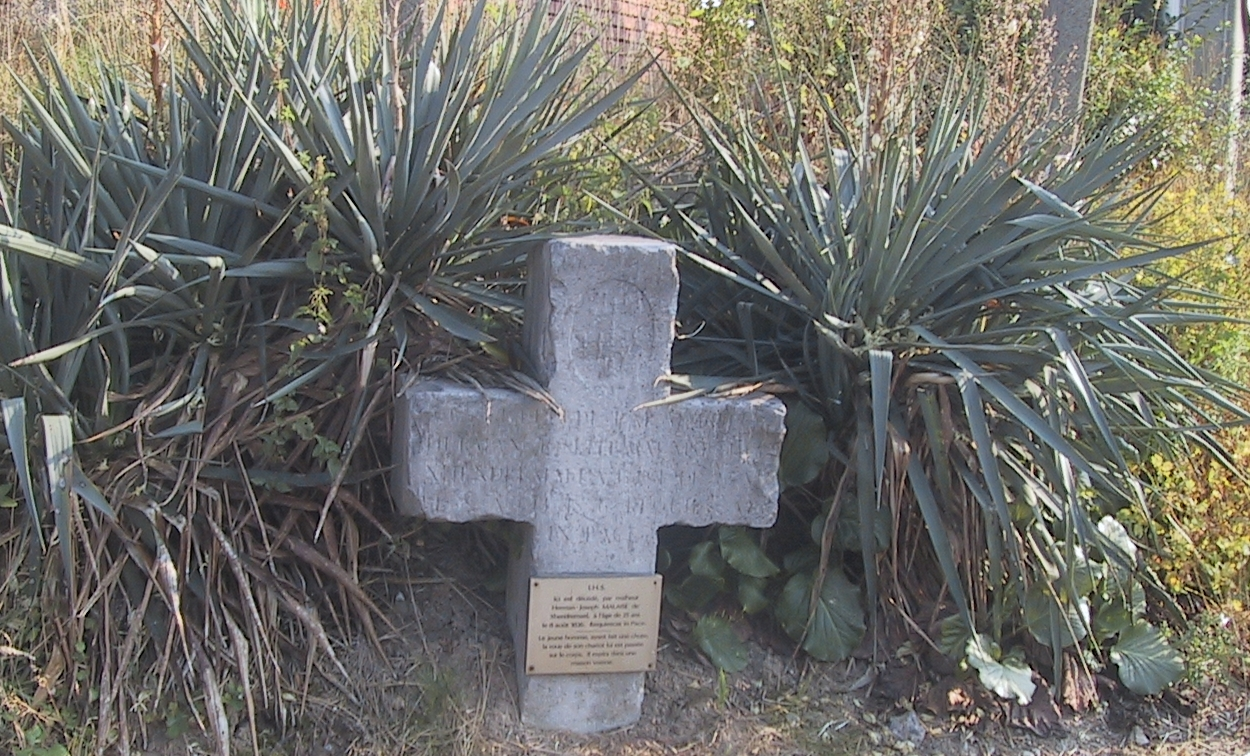
Ongelukskruis van 1836
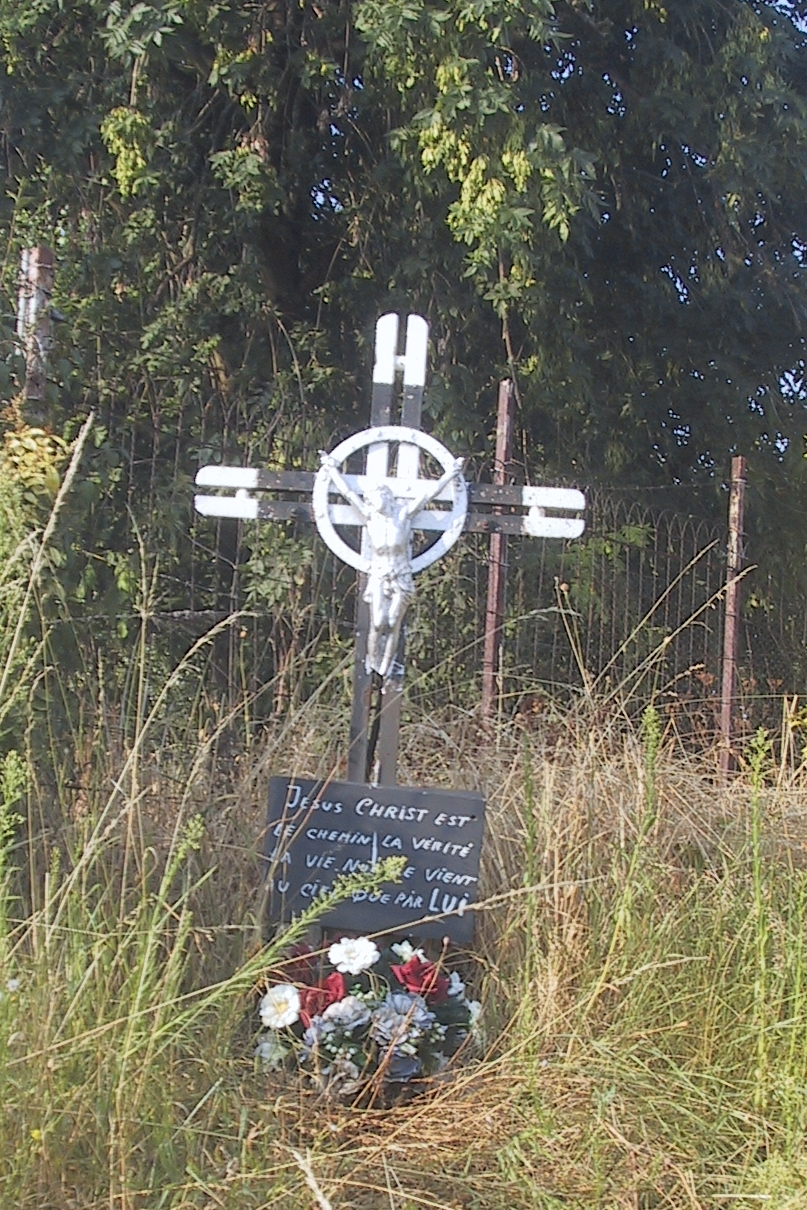
Heksenkruis

## Natuur en landschap
Xhendremael ligt in Droog-Haspengouw op een hoogte van ongeveer 150 meter. De omgeving is open landbouwgebied.

## Geboren
- Annie Servais-Thysen (1933-2022), politica

## Nabijgelegen kernen
Othée, Nudorp, Juprelle, Lantin, Alleur, Hognoul, Villers-l'Évêque